# Кетриц
Кетриц — русский дворянский род, происходящий из Саксонии.
Вольф Зигфрид фон Кетриц (умер в 1720) был польско-саксонским вице-канцлером, а затем канцлером княжества Ангальт-Цербстского. В конце XVIII века одна ветвь рода Кетриц поселилась в Северо-западном крае. Род Кетриц был внесён во II часть родословной книги Тверской губернии.
- Эрнест Юльевич Кетриц (1809—1887) — действительный статский советник, инженер путей сообщения[1]
  - Валериан Эрнестович Кетриц (1838—1907) — старший инспектор российских железных дорог[2].
  - Константин Эрнестович Кетриц (1846—1912) — тайный советник, член инженерного совета министерства путей сообщения[3].
  - Бернгардд Эрнестович Кетриц (1849—1923) — чиновник министерства юстиции, с 1891 года секретарь Петербургского комитета грамотности.
  - Мария Эрнестовна Кетриц — жена дворянина Казанской губернии инженера путей сообщения Виктора Ивановича Троицкого.
  - Юлий Эрнестович Кетриц (1862—1917) — генерал-лейтенант военно-морского судебного ведомства, председатель военно-морского суда, расстрелян матросами в Севастополе на Малаховом кургане[4].